# Alois Irlmaier
Alois Irlmaier, né le 8 juin 1894 à Scharam bei Siegsdorf en Haute-Bavière et mort le 26 juillet 1959 à Freilassing, est un puisatier allemand qui se fit connaître comme sourcier et clairvoyant.

## Biographie
Fils de paysans, il est enrôlé en 1914 comme simple soldat pendant la Première Guerre mondiale. Blessé aux poumons en 1915, il passe plusieurs semaines dans un hôpital de campagne puis, à cause de ses blessures, il est rendu à la vie civile et retourne chez ses parents en 1916. En 1920, il épouse Maria Schießlinger et élève quatre enfants, dont un fils adoptif. L'année de son mariage, il reprend la ferme paternelle. En 1926, sa ferme est entièrement détruite dans un incendie criminel. Irlmaier disait savoir qui était l'incendiaire mais il ne pouvait en apporter la preuve. Il tente de reconstruire la ferme, mais en raison de grandes difficultés financières et de la crise économique en Allemagne, il doit y renoncer. Il déménage avec sa famille à Freilassing, près de la frontière autrichienne, en 1928, où il s'établit comme constructeur indépendant de puits et comme sourcier (un don acquis dans son enfance).
La même année, il aurait fait l’expérience de ses premières « visions » (Il voyait des images à la manière d'un film). Beaucoup de ses prédictions n'étaient destinées qu'aux habitants locaux et relevaient de la vie quotidienne : « Le veau que l'on t'a volé se trouve dans la ferme du voisin », « Votre père va mourir très prochainement », etc. Mais à partir de 1939, la nouvelle de ses dons s'est répandue dans les régions plus éloignées ; des journaux lui consacrent des articles, il reçoit de nombreuses lettres, et de plus en plus de visiteurs viennent lui demander conseils et informations. Il les reçoit gratuitement, le week-end, dans une petite cabane qu'il a dû construire car ils sont nombreux à faire la queue sur sa propriété. L'affluence sera telle que les années précédant sa mort, fatigué et lassé de son don, il fait apposer un écriteau devant sa maison indiquant : « Je ne peux parler que de questions relatives à la recherche d'un puits ».
Il a eu plusieurs condamnations pour dettes et impayés. En 1947, un pasteur, Markus Westenthaner, voyant la longue file de visiteurs faisant la queue devant la maison d'Irlmaier, l'accuse devant le tribunal d'instance de fraude et d'exercice illégal de la clairvoyance à des fins lucratives. Irlmaier est acquitté des deux chefs d'inculpation après audition de témoins et à la suite d'une démonstration en direct de ses capacités de voyance, notamment sur la personne du juge (plus précisément, de l'épouse de celui-ci). Dans l'exposé des motifs du jugement, il a été déclaré : « Les témoins interrogés […] ont apporté pour les dons de voyance de l'accusé des témoignages si stupéfiants sur des choses qu'on n'arrive pas à expliquer jusqu'à maintenant par les forces de la nature, qu'il est impossible de le qualifier de charlatan. »

### Prédictions
Pendant la Seconde Guerre mondiale, Alois Irlmaier aurait prédit les points d'impact des bombes, sauvant ainsi plusieurs fois des habitants. Il pouvait également localiser les personnes portées disparues durant la guerre (on estime à un million le nombre de soldats allemands et autrichiens portés disparus pendant la seconde guerre) et dire si elles étaient vivantes ou mortes, et comment elles avaient trouvé la mort. Il aurait apporté son aide pour éclaircir certains crimes.

## Banque de données
- Notices d'autorité :   - VIAF
  - ISNI
  - BnF (données)
  - LCCN
  - GND
  - WorldCat